# سفاري (تمر)
سفاري هو أحد أنواع التمور التونسية، وخاصة في الواحات الغربية بنفزاوة، ينضج في شهر أوت، ويكون بسره أصفر، وهو كبير في حجم عرشتي تقريبا. وكان ينقل إلى الشمال الغربي لاستبداله بالحبوب.